# Dofí de riu
Els dofins de riu són un conjunt polifilètic de mamífers aquàtics que viuen exclusivament en aigua dolça o salabrosa. Es tracta d'un grup informal de dofins, que alhora són un grup parafilètic dins de l'infraordre dels cetacis. Les cinc espècies vivents es reparteixen entre les superfamílies dels platanistoïdeus i dels inioïdeus. Formen les famílies dels platanístids (dofins del sud d'Àsia), els lipòtids (dofí de riu xinès i una forma nord-americana extinta), els ínids (dofins de l'Amazones) i els pontopòrids (dofí del Plata i formes afins extintes).